# Colin Stanley Gum
Colin Stanley Gum (4 juin 1924 - 29 avril 1960) est un astronome australien qui catalogua des nébuleuses en émission du ciel austral à l'observatoire du Mont Stromlo à l'aide de la photographie à grand champ.

## Présentation
Gum publia ses découvertes en 1955 dans une étude intitulée A study of diffuse southern H-alpha nebulae, qui présentait un catalogue de 85 nébuleuses ou complexes nébulaires, depuis lors communément nommé le catalogue de Gum. Gum 12, une gigantesque zone de nébulosité en direction des constellations de la Poupe et des Voiles, fut ensuite appelée la nébuleuse de Gum en son honneur. Gum était membre de l'équipe, qui comprenait notamment Frank John Kerr et Gart Westerhout, qui détermina la position précise du plan d'hydrogène neutre dans l'espace.
Le cratère Gum sur la Lune porte son nom. Un article nécrologique sur Gum parut dans le Australian Journal of Science (Vol. 23, no. 4, 1960).
Il meurt dans un accident de ski le 29 avril 1960 à Zermatt (Suisse).